# ۵۲۶ (خورشیدی)
۵۲۶ پانصد و بیست و ششمین سال هجری خورشیدی است.